# Veronica Guerin
Veronica Guerin, född 5 juli 1958, död 26 juni 1996, var en irländsk utredande journalist som i mitten av 1990-talet började skriva om den undre världen på Irland med människor som handlade med droger och vapen.

## Biografi
Efter att ha inlett sin kartläggning av den undre världen fick Guerin motta flera mordhot, bland annat från John Gilligan. Den 26 juni 1996, en vecka och två dygn innan hon skulle fyllt 38, blev Guerin skjuten till döds vid ett rödljus. När mordet blev känt av allmänheten utbröt protestmarscher runt hela Irland, och det slutade med att regeringen beslutade att alla som ägde saker som kunde kopplas till brottslig verksamhet skulle fråntas dessa. Hårdare regler infördes mot brottslighet över huvud taget på ön.
John Gilligan dömdes senare till 28 års fängelse för narkotikabrott.

## Populärkultur
2003 gestaltade Cate Blanchett Guerin i filmen Veronica Guerin – I sanningens tjänst. Även filmen When the Sky Falls från 2000 med Joan Allen bygger på Guerins liv (i filmen kallas hon dock Sinead Hamilton).